# Barnstead
Barnstead är en kommun (town) i Belknap County i delstaten New Hampshire, USA. Vid folkräkningen år 2000 bodde 3 886 personer på orten. Den har enligt United States Census Bureau en area på totalt 113,9 km² varav 5,3 km² är vatten.